# Тречок, Рене
Рене Тречок (нем. René Tretschok; 23 декабря 1968 года в Вольфене) — немецкий футболист и футбольный тренер.

## Биография
Тречок начал профессиональную карьеру в 1986 году с «Галлешером», в своём первом сезоне с клубом вместе с Дариушем Вошем он стал любимцем публики чемпионата ГДР. В сезоне 1990/91 после объединения Германии клуб Тречока перешёл во Вторую Бундеслигу и по итогам чемпионата ГДР квалифицировался в Кубок УЕФА 1991/92.
В 1992 году он перешёл в «Боруссия Дортмунд», где играл до 1997 года. В сезоне 1993/94 он был отдан в аренду «Теннис-Боруссия». С «Боруссия Дортмунд» он провёл свой самый успешный период в карьере, в частности в 1997 году Тречок выиграл Лигу чемпионов. В том же году он перешёл в «Кёльн», который покинул после понижения в классе в 1998 году. В «Герте» он сразу пробился в основной состав и долгое время был ключевым игроком столичного клуба. Однако в 2003 году его перевели в дубль.
В январе 2005 года он перешёл в «Бабельсберг 03», где играл до лета 2007 года, в октябре 2007 года он работал помощником тренера клуба. В сезоне 2008/09 Рене Тречок стал спортивным директором команды «Грюн-Вайс Вольфен». В октябре 2008 года он сыграл в матче против «Маркранштедта», возобновив карьеру игрока.
1 июля 2009 Тречок стал тренером юношеского состава «Герты».
14 февраля 2012 года, через два дня после увольнения Михаэля Скиббе, Тречок стал исполняющим обязанности тренера первой команды «Герты». После подписания Отто Рехагеля на должность нового главного тренера он стал его помощником.
Тречок продолжал работать тренером юниоров «Герты» до конца ноября 2012 года, он покинул пост по личным причинам.